# Nukak
I Nukak (o Guaviare Macusa, Nukak Makù)  sono un gruppo indigeno della Colombia con una popolazione stimata in 378 individui nel 1995. Fanno parte del macrogruppo dei popoli Makù, insieme ai Kakwa, agli Hupda, agli Yuhupde, ai Dâw e ai Nadöb.

## Lingua
Parlano un idioma (codice ISO 639: MBR) appartenente al gruppo delle lingue makù oltre allo spagnolo.

## Stile di vita
Vivono nella giungla colombiana, nei pressi dei fiumi Guaviare e Inírida, ed evitano i contatti con l'esterno.
I Nukak sono cacciatori-raccoglitori nomadi e vivono tradizionalmente in piccoli gruppi composti da nove-trenta persone nelle parti più remote e fitte della foresta. Si spostano in continuazione e non restano mai in uno stesso posto per più di qualche giorno. La vita nomade li porta a non possedere quasi nulla, solo oggetti leggeri e facilmente trasportabili: amache in fibre vegetali, piccoli vasi e oggettistica minima di uso quotidiano. Una volta riposto il materiale in zaini artigianali, sono pronti a partire velocemente. Anche le case sono ripari temporanei molto semplici e leggeri, realizzati con frasche e rami, con giusto lo spazio necessario per appendere sotto un'amaca.
Ogni famiglia ha il suo focolare che è usato per cucinare, riscaldarsi, bruciare le erbe che allontanano le zanzare. Si nutrono di pesce, selvaggina, tartarughe, frutta, verdura, noci, insetti e miele. Gli uomini cacciano con le cerbottane e le loro frecce sono intinte nel curaro.
I Nukak si trovano al centro degli scontri legati alla violenza sanguinaria della guerra civile colombiana. Guerriglieri di sinistra (FARC), paramilitari di destra (AUC) ed esercito colombiano si combattono nella regione per il controllo della coca. A causa degli scontri molti Nukak sono stati costretti a fuggire dalla foresta natale e a cercare rifugio nella periferia di San Jose del Guaviare, una città dell'area. Lì hanno occupato alcune piccole aree dove in breve sono dilagate povertà, miseria e malattie.
Da molti anni, diverse associazioni per la difesa dei diritti degli indigeni denunciano la situazione dei Nukak cercando di accrescere la consapevolezza dell'opinione pubblica sulla condizione della tribù. In particolare, Survival International, il movimento mondiale per i diritti dei popoli indigeni, ha promosso una campagna per combattere la cattiva informazione delle testate giornalistiche di tutto il mondo, che spesso hanno riportato in modo "acritico e irresponsabile" le notizie relative a questo popolo, usando "toni sensazionalisti e cornici esotiche".
Nel 2011 le Nazioni Unite hanno lanciato una campagna per proteggere 35 tribù colombiane dall'estinzione, tra cui anche i Nukak. L'obiettivo era aumentare la preoccupazione pubblica per le tribù più vulnerabili della Colombia. Survival e l'ONIC, l'organizzazione nazionale dei popoli indigeni della Colombia, hanno denunciato che, senza un riconoscimento territoriale, i Nukak sono sempre più vicini all'estinzione.